# 岡副鉄雄
岡副 鉄雄（おかぞえ てつお、1901年〈明治34年〉3月2日 - 1985年〈昭和60年〉）は、日本の実業家。金田中、岡半各会長。新橋演舞場、演舞場サービス各社長。

## 経歴
三重県津市出身。片田小学校を卒業する。料理店見習い後、割ぽう鶴屋を開店する。大正時代創業の金田中を、当時の経営者からの願いで譲り受け、1945年に新たに開店する。1959年、新橋演舞場専務に就任。

## 人物
趣味は書画、ゴルフ、俳句、絵画。住所は東京都中央区銀座7丁目。